# Франклін Тауншип (округ Гантердон, Нью-Джерсі)
Франклін Тауншип (англ. Franklin Township) — селище (англ. township) в США, в окрузі Гантердон штату Нью-Джерсі. Населення — 3267 осіб (2020).

## Демографія
Згідно з переписом 2010 року, у селищі мешкало 3195 осіб у 1137 домогосподарствах у складі 908 родин. Було 1204 помешкання
Расовий склад населення:
| - 96,8 % — білих - 1,3 % — азіатів - 0,7 % — чорних або афроамериканців - 0,2 % — корінних американців - 0,1 % — вихідців з тихоокеанських островів |

До двох чи більше рас належало 0,5 %. Частка іспаномовних становила 3,4 % від усіх жителів.
За віковим діапазоном населення розподілялося таким чином: 24,7 % — особи молодші 18 років, 60,0 % — особи у віці 18—64 років, 15,3 % — особи у віці 65 років та старші. Медіана віку мешканця становила 45,0 року. На 100 осіб жіночої статі у селищі припадало 98,1 чоловіків;  на 100 жінок у віці від 18 років та старших — 98,9 чоловіків також старших 18 років.
Середній дохід на одне домашнє господарство  становив 133 773 долари США (медіана — 96 591), а середній дохід на одну сім'ю — 147 636 доларів (медіана — 124 205). Медіана доходів становила 91 125 доларів для чоловіків та 55 886 доларів для жінок. За межею бідності перебувало 3,0 % осіб, у тому числі 2,4 % дітей у віці до 18 років та 3,7 % осіб у віці 65 років та старших.
Цивільне працевлаштоване населення становило 1683 особи. Основні галузі зайнятості: освіта, охорона здоров'я та соціальна допомога — 22,4 %, науковці, спеціалісти, менеджери — 14,6 %, роздрібна торгівля — 9,2 %, виробництво — 8,0 %.